# Język hausa
Język hausa – jeden z ważniejszych języków Afryki z podrodziny czadyjskiej języków afroazjatyckich, rodzimy dla ludu Hausa zamieszkującego głównie Niger i północną Nigerię, używany na rozległym terytorium od Morza Czerwonego i Śródziemnego po Wybrzeże Kości Słoniowej jako język handlowy.
Zapisywany alfabetem arabskim (w wersji zwanej ajami) co najmniej od początku XIX w., a od początku XX w. także alfabetem łacińskim (zapis boko).
Wśród charakterystycznych cech języka hausa można wymienić: tonalność (ton wysoki i niski) i obecność spółgłosek glottalizowanych.
Na Uniwersytecie Warszawskim istnieje możliwość studiowania filologii języka hausa.